# Peter Vack
Peter Vack, né le 19 septembre 1986, est un acteur, écrivain, réalisateur et producteur américain.

## Biographie
Peter S. Brown est né dans le West Village, à New York, de Jane (née Spivack) et Ronald Brown, un producteur de cinéma et écrivain.

## Filmographie

### Cinéma
- 1996 : Dear Diary : Peter [2]
- 1997 : A Bedtime Story : Le fils
- 2005 : A Perfect Fit : Ernie
- 2006 : The Treatment : Ted
- 2006 : Love/Death/Cobain : Doug Mortimer
- 2010 : Consent : Joshua
- 2011 : A November : Le petit-ami
- 2011 : God Don't Make The Laws : Joey Larch
- 2012 : Commentary : Pierce Phoenix Reagan
- 2012 : Kiss of the Damned : Adam
- 2013 : CBGB : Legs McNeil
- 2013 : Send
- 2014 : Fort Tilden : Benji
- 2014 : I Believe in Unicorns : Sterling
- 2014 : Duels : Madsen
- 2015 : 6 Years : Will
- 2015 : Le Nouveau Stagiaire : Membre de l'équipe créative
- 2015 : Lace Crater : Michael
- 2016 : Slash : Mike Holloway
- 2017 : M.F.A. : Luke
- 2017 : The Price : Alex Mueller
- 2017 : Assholes : Adam Shapiro
- 2017 : Child Psychology : Peter
- 2017 : Good People : Thorn
- 2017 : Everything is Free : Christian
- 2018 : After Everything de Hannah Marks et Joey Power  : Jeune survivant du cancer
- 2018 : The Great Pretender : Adrian
- 2019 : Brittany Runs a Marathon : Ryan
- 2019 : Ma : Le Prêtre
- 2019 : Someone Great : Matt Lasher
- 2019 : PVT Chat : Jack

### Télévision
- 2004 : As the World Turns : Casey Hughes
- 2004 : La Star de la famille : Rodney
- 2004 : New York 911 : Le partenaire de Danny
- 2005 : New York, unité spéciale (saison 6, épisode 15) : Owen
- 2009 : Ghost Whisperer : Paul Jett
- 2010 : Cold Case : Affaires classées : Lee Mavoides '89
- 2011–2012 : I Just Want My Pants Back : Jason Strider [3]
- 2014 : The Michael J. Fox Show : Andreas
- 2014–2015 : Mozart in the Jungle : Alex Merriweather (11 épisodes)
- 2015 : Blacklist : Asher Sutton (3 épisodes)
- 2018 : Homeland : Clint (6 épisodes)
- 2019-2020 : The Bold Type : Patrick Duchand (9 épisodes)
- 2020 : Love Life : Jim (10 épisodes)